# Ján Greguš (Fußballspieler, 1991)
Ján Greguš (* 29. Januar 1991 in Nitra) ist ein slowakischer Fußballspieler. Er spielte für die slowakische A-Nationalmannschaft.

## Karriere

### Verein
Sein erstes Spiel für FC Nitra machte er in der Fortuna liga am 16. Mai 2009 in der 70. Spielminute gegen den FC VSS Košice. Das Spiel konnte mit 4:0 gewonnen werden. Nach vier Ligaspielen verließ er den Verein und ging im Juli 2009 zu Baník Ostrava. Für das Kalenderjahr 2013 wurde er an die Bolton Wanderers ausgeliehen, spielte jedoch nur in der U-21-Mannschaft. Nach der Leihe spielte er wieder für Baník Ostrava.
Vom 1. Januar 2015 bis zum Sommer 2016 spielte er beim FK Jablonec und wechselte dann zum dänischen Erstligisten FC Kopenhagen. Hier gewann er in seiner ersten Saison sofort das Double aus Meisterschaft und Pokal. In der Winterpause 2018/19 wurde er von Minnesota United in den USA unter Vertrag genommen. Dort blieb er insgesamt drei Jahre und ging dann weiter zu den San José Earthquakes.

### Nationalmannschaft
Gregus spielte in verschiedenen slowakischen Juniorennationalmannschaften. Für die slowakischen A-Nationalmannschaft debütierte er am 31. März 2015 im Spiel gegen Tschechien.
Bei der Fußball-Europameisterschaft 2016 in Frankreich wurde er in das Aufgebot der Slowakei aufgenommen. In den Gruppenspielen wurde er nicht eingesetzt, er bekam aber wie alle Feldspieler im Kader doch noch seine Chance, als er im Achtelfinale gegen Deutschland beim Stand von 0:2 zur Halbzeit eingewechselt wurde. Das Spiel endete 0:3 und das Team schied aus.
Zur Fußball-Europameisterschaft 2021 wurde er in den slowakischen Kader berufen, kam aber mit diesem nicht über die Gruppenphase hinaus.

## Erfolge
- Dänischer Meister: 2017
- Dänischer Pokalsieger: 2017